# Myrmeleon stigmalis
Myrmeleon stigmalis är en insektsart som beskrevs av Navás 1912. Myrmeleon stigmalis ingår i släktet Myrmeleon och familjen myrlejonsländor. Inga underarter finns listade i Catalogue of Life.